# Ömürbek Babanow
Ömürbek Toktogułowicz Babanow (ur. 20 maja 1970 w Szymkencie) – kirgiski polityk, wicepremier Kirgistanu od stycznia do października 2009 oraz od grudnia 2010 do grudnia 2011. Od 23 września do 14 listopada 2011 oraz ponownie od 1 do 23 grudnia 2011 pełniący obowiązki premiera Kirgistanu. Premier Kirgistanu od 23 grudnia 2011 do 1 września 2012. Przewodniczący Partii Respublika od 5 czerwca 2010.

## Życiorys
Ömürbek Babanow urodził się w 1970 w rejonie Karabuura w ówczesnej Kirgiskiej SRR. W 1993 ukończył Akademię Rolniczą w Moskwie, a w 2005 Kirgiską Państwową Akademię Prawa. W latach 1995–2005 wchodził w skład zarządu lub pełnił funkcję dyrektora i prezesa kilku spółek.
Od marca 2005 do października 2007 sprawował mandat deputowanego do Rady Najwyższej z ramienia opozycyjnej Socjaldemokratycznej Partii Kirgistanu. Przed wyborami parlamentarnymi w grudniu 2007 decyzją sądu okręgowego w Biszkeku został w przeddzień głosowania usunięty z listy wyborczej pod zarzutem posiadania podwójnego obywatelstwa. Decyzję tę kilka dni później anulował Sąd Najwyższy, niemniej jednak Babanow nie dostał się do Rady Najwyższej. Od stycznia do października 2009 zajmował stanowisko wicepremiera w rządzie Igora Czudinowa. W 2009 został usunięty z Socjaldemokratycznej Partii Kirgistanu.
Po rewolucji w Kirgistanie w 2010 i obaleniu prezydenta Kurmanbeka Bakijewa, wstąpił w szeregi nowo powstałej Partii Respublika. 5 czerwca 2010 został wybrany jej przewodniczącym. W wyborach parlamentarnych w listopadzie 2010 Respublika uzyskała 23 mandaty, stając się czwartą siłą polityczną w parlamencie. 17 grudnia 2010 Babanow podpisał umowę koalicyjną z Socjaldemokratyczną Partią Kirgistanu oraz partią Ata Żurt. W jej wyniku na czele rządu stanął Ałmazbek Atambajew, lider Socjaldemokratycznej Partii Kirgistanu, podczas gdy lider Ata Żurt objął urząd przewodniczącego parlamentu, a Babanow stanowisko wicepremiera. Parlament tego samego dnia zatwierdził skład nowego rządu. Od 14 kwietnia do 16 maja 2011 w związku z dochodzeniem w sprawie korupcji czasowo zrezygnował ze sprawowania urzędu.
23 września 2011 przejął obowiązki szefa rządu od Ałmazbeka Atambajewa, który zgodnie z prawem zmuszony był zrezygnować z urzędu premiera, aby wziąć udział w wyborach prezydenckich zaplanowanych na 30 października 2011. Po zwycięstwie wyborczym Atambajew powrócił 14 listopada 2011 na stanowisko szefa rządu, by zajmować je do czasu zaprzysiężenia na urząd prezydenta. 1 grudnia 2011, w dniu zaprzysiężenia Atambajewa, ponownie przejął obowiązki szefa rządu.
23 grudnia 2011 został wybrany przez parlament na urząd premiera Kirgistanu. Uzyskał poparcie ze strony 113 spośród 120 deputowanych. Stanął na czele nowej koalicji złożonej z Socjaldemokratycznej Partii Kirgistanu, Respubliki, Ar Namys oraz Ata Meken.
22 sierpnia 2012 koalicja rządowa uległa rozpadowi. Jej szeregi opuściły partie Ar Namys i Ata Meken, oskarżające premiera o nieradzenie się ze złą sytuacją gospodarczą w kraju i walką z korupcją. Bezpośrednim powodem kryzysu wewnątrz koalicji było oskarżenie premiera o przyjęcie łapówki od zagranicznego biznesmena w postaci zakupu ogiera po znacznie zaniżonej cenie. Babanow zaprzeczył oskarżeniom, stwierdzając, że nabył konia w pełni legalnie po jego rynkowej cenie. 27 sierpnia 2012 prezydent Atambajew powierzył misję sformowania nowego rządu Socjaldemokratycznej Partii Kirgistanu. Wobec zarysowującej się nowej koalicji bez udziału Respubliki, premier Babanow 1 września 2012 zrezygnował ze stanowiska szefa rządu, a obowiązki premiera przejął wicepremier Aały Karaszew. 3 września 2012 Socjaldemokratyczna Partia Kirgistanu zawarła porozumienie koalicyjne z partiami Ar Namys i Ata Meken.
Wziął udział w wyborach prezydenckich w 2017 roku. Jego kandydatura oficjalnie została zarejestrowana 1 lipca 2017 roku. Zdobył w nich 569 697 głosów co przełożyło się na zajęcie przez niego drugiego miejsca. Po wyborach wycofał się z życie politycznego i wyjechał do Moskwy. Na nadzwyczajnym zjeździe partii Respublika 20 grudnia 2020 roku został odwołany z funkcji lidera. Na jego miejsce został wybrany Mirlan Dżejenczorojew.